# Haltiatunturi
De Haltiatunturi (ook wel Haltitunturi, Halti of Hálditšohkka) is met 1324 meter de hoogste berg van Finland. De berg ligt in het uiterste noordwesten van het land in de regio Lapland, aan de Noorse grens. De top van de berg ligt maar 25 km van de zee verwijderd, namelijk de Kåfjord in de Noorse provincie Troms. De kortste weg voor een klim naar de top ligt eveneens aan Noorse zijde. Aan de Noorse zijde is de berg 41 meter hoger. De Noorse landmeetkundige Bjørn Geirr Harsson startte een initiatief om de grens te verleggen zodat de Finnen een hogere hoogste berg zouden krijgen.
De naam bestaat uit de Finse woorden halti, wat zo veel betekent als fee of elf en tunturi, wat heuvel betekent.